# Retanilla stricta
Retanilla stricta är en brakvedsväxtart som beskrevs av William Jackson Hooker och Arn.. Retanilla stricta ingår i släktet Retanilla och familjen brakvedsväxter. Inga underarter finns listade i Catalogue of Life.